# Herbizid
Herbizide (lateinisch herba ‚Kraut‘, ‚Gras‘ und lat. caedere ‚töten‘) oder Unkrautbekämpfungsmittel sind Substanzen, die störende Pflanzen abtöten sollen. Sie werden entweder als Pflanzenschutzmittel oder als Biozide eingesetzt. Herbizide werden vor allem in der Landwirtschaft verwendet, aber auch auf Nicht-Kulturland.
Kulturpflanzen stehen im Wettbewerb mit Unkräutern um Wasser, Nährstoffe und Licht. Dichter Unkrautbewuchs kann die Ernte sehr erschweren und deutlich vermindern. Unkräuter können manuell, mit Maschinen oder mit Herbiziden dezimiert werden.
Man unterscheidet dabei zwischen selektiven Herbiziden, die gegen bestimmte Pflanzen wirken, und Breitband- oder Totalherbiziden, die gegen sehr viele Pflanzen wirken. Während des Vietnamkrieges wurden im Zuge der Operation Ranch Hand Herbizide (insbesondere Agent Orange) auch zu militärischen Zwecken als Entlaubungsmittel verwendet.

## Geschichte
Die Notwendigkeit des Pflanzenschutzes begann für den Menschen mit dem systematischen Anbau von Kulturpflanzen. Während die Bekämpfung von Insekten und Pilzerkrankungen erst mit Hilfe chemischer Mittel in neuerer Zeit möglich wurde, ist eine rein mechanische Beseitigung von Unkräutern bereits seit Jahrtausenden üblich.
Die in der landwirtschaftlichen Großerzeugung am weitesten fortgeschrittenen USA waren der Einführung selektiver Herbizide gegenüber besonders aufgeschlossen. Die starke Konkurrenz in der landwirtschaftlichen Erzeugung mit Zwang zur Ertragssteigerung, Einsparung von Pflanzgut und Samen förderte folgerichtig die Niederhaltung von Unkräutern zur Vermeidung von Ernteausfällen. Die Verteuerung der menschlichen Arbeitskraft, zum Teil auch die Verknappung der Arbeitskräfte, waren kräftige Promotoren für die Einführung von vorwiegend selektiven Herbiziden unter Ausschaltung einer manuellen oder rein mechanischen Unkrautbeseitigung.
Im Zuge der Rationalisierung des Anbaues von großen Monokulturen mussten viele Arbeitsvorgänge maschinell durchgeführt werden. Kartoffeln, Baumwolle oder auch Getreide können nur noch mit Erntemaschinen wirtschaftlich geerntet werden. Eine maschinelle Ernte, z. B. von Baumwolle oder Kartoffeln bedingt aber die Vorbehandlung der Kulturpflanzen. Kartoffelpflanzen werden mit Krautabtötungs- und Austrocknungsmitteln vorbehandelt, erst dann können Maschinen relativ einfach ernten. Die Kartoffelkrautabtötung und -austrocknung als Sonderform der Herbizide unterdrückt außerdem eine Pilzinfektion durch faulendes Gewebe.
Weiterhin fördern große Monokulturen die Entwicklung bestimmter Unkräuter. So wurde die Bekämpfung von Unkräutern z. B. in Getreidekulturen immer dringlicher. Da das Ernten des Getreides mit Mähdreschern erst relativ spät geschehen kann, begünstigt das nicht nur die Verbreitung der frühreifen Unkräuter, sondern der Unkräuter allgemein, da Spreu und Unkrautsamen auf dem Feld bleiben und nicht wie früher mit dem Erntegut abtransportiert werden. Das hat zwangsläufig eine weitere Steigerung der Anwendung von selektiven Herbiziden im Getreidebau zur Folge. Zwar ist das Problem resistent gewordener Unkräuter noch nicht überall präsent, wohl aber eine Vermehrung schwer bekämpfbarer, bisher vielleicht weniger wichtiger Unkräuter.
Das zwingt die Forschung zur Suche nach neuen Herbiziden mit einem anderen Wirkungsspektrum und zur Anwendung von Herbizid-Kombinationen mit einem breiteren Wirkungsspektrum. Forderungen nach extrem niedrigen Pflanzenschutzmittelrückständen erschweren die Forschung bzw. die Neueinführung von Insektiziden und zum Teil auch von Fungiziden. Bei Herbiziden tritt dieses nicht im gleichen Umfang auf. Einmal sind fast ausnahmslos die praktisch herbizid wirkenden Verbindungen (Natriumarsenit ausgenommen) für Warmblüter sehr wenig toxisch, zum anderen geschieht die Anwendung der Herbizide vorwiegend vor oder kurz nach der Aussaat sowie im ersten Entwicklungsstadium einer Kulturpflanze, kaum aber später. Trotzdem müssen auch für Herbizide Rückstandsbestimmungen vorgelegt werden und es sind seit 1968 Höchstmengen im Erntegut festgelegt, in der Bundesrepublik durch die Höchstmengen-Verordnung-Pflanzenschutz.
Um 1851 verwendete man Eisensulfat, ab 1896 Kupfersulfat und Schwefelsäure zur Bekämpfung von Unkräutern. Später wurden Natriumchlorat (1926) und Dinitrokresol (DNOC) verwendet.
Im Jahr 1942 wurde die 2,4-Dichlorphenoxyessigsäure (2,4-D) als erstes hochwirksames Herbizid entwickelt.
Zwischen 1945 und 1960 folgten Thiocarbamate und Phenylharnstoffe. Zwischen 1960 und 1980 wurden Triazine (z. B. Atrazin), Diphenylether-Herbizide, Nitrile (z. B. Bromoxynil), Carbamate und Chloracetamide (z. B. Alachlor) als Herbizide verwendet. Zwischen 1980 und 1990 folgten Sulfonylharnstoffe, Aminosäurederivate (z. B. Glyphosat, Glufosinat) und Imidazoline.
Neuere Herbizide wie Metazachlor können auch auf die bereits aufgelaufene Kultur (z. B. Winterraps) ausgebracht werden, die durch Züchtung resistent gegen diese Behandlung ist.

## Anwendung von Herbiziden

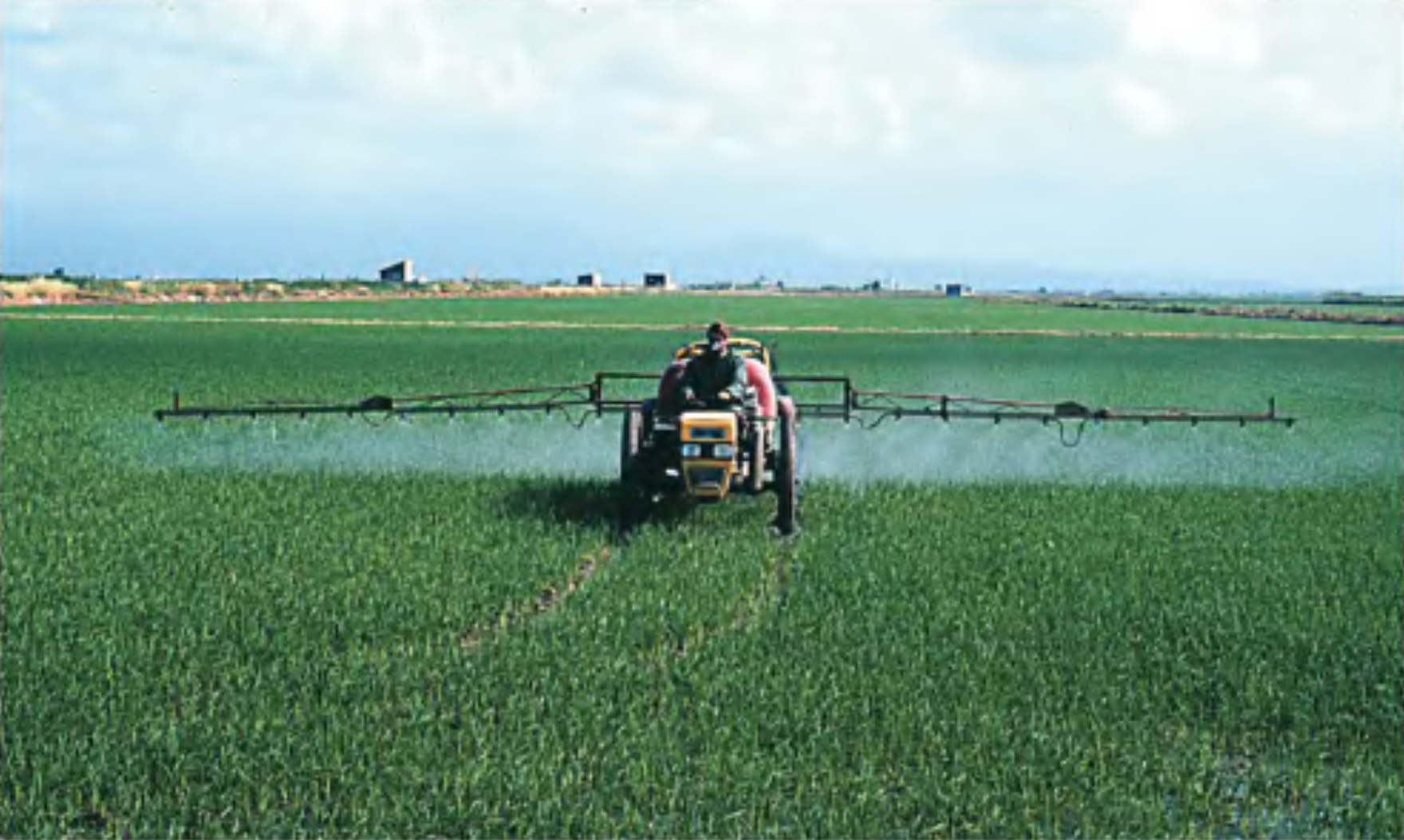
Ein Herbizid wird auf Feldfrüchte gesprüht

Die Aufbringung auf das Feld erfolgt in wässrigen Suspensionen. Hersteller bieten Wirkstoffsuspensionen in Emulgaten und Pulvern an, die mit Wasser verdünnt werden. Setzt man die Herbizide vor oder während der Saat ein, so nennt man sie Vorauflauf-Herbizide. Nachauflauf-Herbizide verwendet man nach der Bildung erster Keimblätter.

## Mobilität
Systemische Herbizide verteilen sich nach der Aufnahme in der Pflanze. Wenn ein Wirkstoff nur im Xylem mobil ist, kann er nach oben, aber nicht nach unten verlagert werden.
|                           | log Kow                        | log Kow                                              | log Kow                               |
| ------------------------- | ------------------------------ | ---------------------------------------------------- | ------------------------------------- |
| Mobilität                 | –3 bis 0 (hydrophil)           | 0 bis 3                                              | 3 bis >6 (lipophil)                   |
| Nicht-systemisch          |                                |                                                      | Trifluralin                           |
| mobil im Xylem            |                                | Triazine, Phenylharnstoffe                           | Diflufenican, Diphenylether-Herbizide |
| mobil in Xylem und Phloem | Glyphosat, Glufosinat, Amitrol | Wuchsstoffe, Sulfonylharnstoffe, Imidazolinone, DIMs |                                       |

## Wichtige Gruppen von Herbiziden
In einer Pflanzenzelle sind die Chloroplasten für die Umwandlung von Kohlendioxid und Wasser zu Kohlenhydraten unter Freisetzung von Sauerstoff verantwortlich (Fotosynthese). In diesen Stoffwechsel greift die Mehrzahl der Herbizide ein.

### Breitbandherbizide
umgangssprachlich auch als Totalherbizide bezeichnet, wirken mit wenigen Ausnahmen unselektiv gegen alle Pflanzen.

#### Photosynthesehemmer
Diese Wirkstoffgruppe stört die Umwandlung von Licht in chemische Energie im Photosystem I. Zu ihnen gehören Paraquat und Diquat, welche als Kontaktherbizide ausgebracht werden (Wirkstoffaufnahme über die Blätter).

#### Hemmer der Aminosäuresynthese von Pflanzen
Glyphosat (Handelsname u. a. Roundup) ist ein Beispiel für ein Breitbandherbizid gegen Unkräuter (z. B. Quecken). Glyphosat ist eines der meistverwendeten Herbizide der Welt, der Umsatzanteil betrug im Jahr 2001 etwa 3 Mrd. US$. Dieses Herbizid nimmt eine Pflanze über grüne Pflanzenteile (also nicht über die Wurzel) auf.
Glyphosat verhindert die Biosynthese der aromatischen Aminosäuren L-Phenylalanin, L-Tyrosin und L-Tryptophan durch eine Hemmung des Shikimisäureweges. Da der Shikimisäureweg im tierischen Stoffwechsel nicht vorkommt, wirkt das Herbizid nur gegen Pflanzen. Glyphosat wird wegen seiner nicht-spezifischen Wirkung u. a. als Vorauflaufherbizid eingesetzt.
Glufosinat (Handelsnamen: Basta, Liberty) wirkt auf die Biosynthese von L-Glutamin in Pflanzen. Auch diese Gruppe wird häufig als Breitbandherbizid eingesetzt.
Andere bekannte Breitbandherbizide sind die Sulfonylharnstoffe (Amidosulfuron sowie Sulfometuron-methyl (Handelsnamen: Oust)) und Imidazoline (Imidazolinone) wie beispielsweise Imazapyr (Handelsname: Arsenal). Diese Substanzklassen wirken auf die Biosynthese von verzweigten Aminosäuren wie L-Valin, L-Leucin und L-Isoleucin. Diese Herbizide werden über Wurzeln und Blättern aufgenommen, sie werden bei Ackerflächen für Soja und Getreide häufig angewandt.

#### Wuchsstoffe
Besonders in früheren Jahrzehnten waren die Wuchsstoffe, chemisch Chlorphenoxyessigsäuren wie 2,4-D, 2,4,5-T oder MCPA, eine wichtige Herbizidklasse. Diese regen zum schnellen Wachstum an, aufgrund von Nahrungsmangel sterben die breitblättrigen Unkräuter dann jedoch ab. Das schmalblättrige Getreide hat eine höhere Toleranzschwelle und wird nicht geschädigt.

### Selektive Herbizide, Nachauflauf-Herbizide
Eine wichtige Gruppe von Nachauflauf-Herbiziden sind die 1,3-Cyclohexandione. Wichtige Vertreter sind Cycloxydim und Sethoxydim. Diese Herbizide hemmen die Fettsäuresynthese in Pflanzen und werden häufig gegen Gräser angewandt.
Weitere Gruppen sind die Thymin/Uracil-Herbizide (z. B. Bromacil, Einsatz bei Unkräutern in Sojapflanzungen), die Benzothiadiazole (z. B. Bentazon, Handelsname: Basagran), die Phenylpyridazine (z. B. Pyridat) und die Phenoxypropionsäuren (z. B. 2,4-DB oder Fenoxaprop – sehr gute Wirkung gegen Gräser).

### Safener
Zur Erhöhung der Selektivität werden Safener zusammen mit den entsprechenden Herbiziden eingesetzt. Sie setzen die schädliche Wirkung (auch Herbizidstress genannt) für Kulturpflanzen herab. Die phytotoxische Wirkung gegen Unkräuter bleibt hingegen unberührt. Man unterscheidet zwischen Saatgut-, Boden- und Blatt-Safenern. Es handelt sich um eine chemische Alternative zur gentechnischen Saatgutveränderung für die Steigerung von Hektarerträgen bei Herbizidanwendungen. Die Wirkung beruht auf der Induzierung von Enzymreaktionen innerhalb der Pflanze, die eine schnelle Entgiftung ermöglicht. Ein wichtiger Saatgut-Safener ist beispielsweise das Fluxofenim, ein Oximether. In Europa ist eine Bewertung und Zulassung der Substanzen in einer Positivliste durch Verordnung (EG) Nr. 1107/2009 (Pflanzenschutzmittelverordnung) rechtlich vorgesehen.

## Tendenzen in der Herbizidentwicklung
In den 1950er- und 1960er-Jahren wurde einfach durch Synthese von verschiedenen organischen Molekülen ausprobiert, ob eine Substanz schädlich auf ein Unkraut wirkt. Seit den 1980er-Jahren klärt man zunehmend den biochemischen Stoffwechsel von Pflanzen auf.
Es werden wichtige Enzyme der Pflanzenbiosynthese isoliert und mit verschiedenen synthetischen Stoffen wird die Hemmung der Enzyme untersucht (Enzym-Assays). Viele moderne Verfahren, z. B. die Gaschromatographie, erlauben die schnelle Identifizierung von wichtigen biochemischen Stoffwechselprodukten.
Eine weitere Tendenz geht in die Richtung, die Wirkstoffmenge zu verringern. Die Forscher möchten auch die Wirkstoffmenge der Herbizide je Hektar gering halten und gleichzeitig die Giftigkeit für Mensch und Tier minimieren.
Während man 1950 noch für die Unkrautbekämpfung etwa 12 kg Natriumchlorat oder 7 kg Atrazin auf einen Hektar Ackerfläche anwenden musste, waren es für 1 Hektar im Jahre 1970 nur noch 1 kg bis 2 kg Bentazon. Ab 1980 reichte sogar eine Wirkstoffmenge von nur 20 g Chlorsulfuron für einen Hektar Ackerboden aus. Neuere Entwicklungen untersuchen eine Hemmung des Shikimatwegs durch Kohlenhydrate wie 7-Desoxy-sedoheptulose.

## Wirkungsspektrum der Herbizide
| Abkürzung | Wirkung gegen Unkräuter/Ungräser |
| --------- | -------------------------------- |
| ++++      | ausgezeichnet                    |
| +++       | sehr gut                         |
| ++        | gut                              |
| +         | befriedigend                     |
| –         | unzureichend                     |
| ?         | nicht geprüft                    |

NA=Nachauflauf
VA=Vorauflauf
|  | ACCase-Hemmer                     |
|  | VLCFA-Hemmer                      |
|  | Cellulosesynthese-Hemmer          |
|  | Photosystem II-Hemmer (PS-Hemmer) |
|  | Totalherbizide                    |
|  | Mikrotubuli-Hemmer                |
|  | Wuchsstoffe                       |

| Unkraut                   | Tepraloxydim | Glufosinat | Flufenacet | Napropamid | Isoxaben VA | Fluazifop-P-butyl NA | Metamitron VA+NA | Propyzamid | Phenmedipham | Clopyralid | Glyphosat | Clethodim NA | Chloridazon | Pendimethalin |
| ------------------------- | ------------ | ---------- | ---------- | ---------- | ----------- | -------------------- | ---------------- | ---------- | ------------ | ---------- | --------- | ------------ | ----------- | ------------- |
| Acker-Fuchsschwanz        | +            | ++++       | +++        | +++        | –           | +++                  | –                | +++        | –            | –          | ++++      | ++           | ++          | +             |
| Acker-Gauchheil           | ?            | +++        | ?          | ?          | ?           | –                    | –                | ?          | ?            | –          | +++       | –            | ++          | ++            |
| Acker-Stiefmütterchen     | –            | –          | –          | ++         | ++++        | –                    | ++               | –          | +            | –          | ++++      | –            | –           | ++            |
| Acker-Schmalwand          | ?            | +++        | –          | ?          | ?           | –                    | ?                | ?          | +            | –          | ++++      | –            | –           | ++            |
| Acker-Vergissmeinnicht    | ?            | ++++       | –          | –          | ++          | –                    | ?                | ?          | +            | –          | ++++      | –            | ++          | ++            |
| Amarant (Fuchsschwanz)    | ?            | ++++       | –          | ?          | +           | –                    | ++               | ?          | –            | –          | ++++      | –            | +++         | ++            |
| Ausfallgetreide           | +            | ++++       | –          | ++         | –           | +++                  | –                | ++++       | –            | –          | ++++      | ++           | –           | –             |
| Ausfallraps               | –            | +++        | –          | –          | –           | –                    | –                | –          | –            | –          | ++++      | –            | –           | –             |
| Bingelkraut               | –            | ++++       | –          | ?          | +           | –                    | –                | –          | –            | –          | ++++      | –            | ++          | +++           |
| Distel-Arten              | –            | ++         | –          | –          | –           | –                    | –                | –          | –            | ++         | +++       | –            | ++          | –             |
| Einjährige Rispe          | ++           | ++++       | ++++       | ++++       | –           | –                    | –                | ++++       | –            | –          | +++       | ++           | +++         | ++            |
| Flug-Hafer                | +            | ++++       | +++        | +++        | –           | ++                   | –                | +++        | –            | –          | ++++      | +++          | –           | +             |
| Franzosenkraut            | –            | ++++       | –          | –          | ++          | –                    | –                | –          | +++          | –          | ++++      | –            | +++         | +             |
| Hederich                  | –            | +++        | +++        | ?          | ?           | –                    | –                | +          | +++          | –          | ++++      | –            | –           | +++           |
| Hirse-Arten               | +            | +++        | ++         | ?          | –           | ++                   | –                | +          | –            | –          | ++++      | ++           | +++         | +             |
| Hirtentäschel             | –            | ++++       | ++         | –          | ++++        | –                    | ++++             | ?          | ++           | –          | ++++      | –            | +++         | ++            |
| Hundspetersilie           | ?            | ++++       | –          | ?          | +           | –                    | –                | ?          | –            | –          | ++++      | –            | +++         | –             |
| Kamille-Arten             | –            | ++++       | ++         | ++         | +           | –                    | –                | –          | –            | +          | ++++      | –            | ++          | +             |
| Kleine Brennnessel        | –            | ++++       | –          | +          | –           | –                    | +                | –          | ++           | –          | ++++      | –            | ++          | –             |
| Kletten-Labkraut          | –            | ++         | +          | –          | –           | –                    | –                | –          | +            | –          | +++       | –            | +           | +             |
| Knöterich-Arten           | –            | ++         | –          | +++        | –           | –                    | –                | –          | +            | –          | +++       | –            | +           |               |
| Kreuzkraut (Greiskräuter) | –            | ++++       | +          | +          | +++         | –                    | ++               | –          | +++          | +          | ++++      | –            | +++         | –             |
| Kriechender Hahnenfuß     | –            | –          | –          | –          | –           | –                    | –                | –          | –            | –          | ++        | –            | ++          | –             |
| Kröten-Binse              | ?            | +++        | ++         | ++         | +           | ?                    | +++              | +++        | –            | –          | ++++      | ?            | –           | ?             |
| Melde-Arten               | –            | ++++       | –          | +++        | ++++        | –                    | –                | –          | ++++         | –          | ++++      | –            | ++          | ++            |
| Persischer Ehrenpreis     | ?            | ++++       | –          | +          | +++         | –                    | –                | ++         | +            | –          | ++++      | –            | +           | +++           |
| Quecke                    | +            | +          | –          | –          | –           | +                    | –                | +          | –            | –          | +++       | +            | –           | –             |
| Schwarzer Nachtschatten   | –            | ++++       | +          | –          | ++          | –                    | –                | ?          | –            | –          | ++++      | –            | ++          | +             |
| Storchschnäbel            | –            | +++        | –          | ?          | ++++        | –                    | –                | ?          | –            | –          | ++++      | –            | ?           | –             |
| Vogelmiere                | –            | ++++       | +          | +          | +++         | –                    | –                | +++        | +++          | –          | ++++      | –            | ++          | +++           |
| Weidenröschen             | –            | ++         | –          | ?          | –           | –                    | –                | –          | –            | –          | –         | –            | –           | –             |
| Weißer Gänsefuß           | –            | ++++       | –          | ++++       | ++++        | –                    | –                | –          | ++++         | –          | ++++      | –            | ++          | ++            |
| Windhalm                  | +            | ++++       | +++        | +++        | –           | ++                   | ++               | ++         | –            | –          | ++++      | +++          | +++         | ++            |

## Substanzgruppen der Herbizide
| Wichtige Herbizide[22] |                                   |                                   |
| Substanzgruppe         | Eine Verbindung dieser Gruppe     | % am Weltumsatz (S.-Gruppe, 2000) |
| Aminosäurederivate     | Glyphosat                         | 18,0                              |
| Sulfonylharnstoffe     | Amidosulfuron                     | 10,8                              |
| Triazine               | Atrazin                           | 8,5                               |
| Harnstoffe             | Monuron                           | 4,3                               |
| Entkoppler             | 2-Methyl-4,6-dinitrophenol (DNOC) |                                   |
| Anilide                | Propanil                          |                                   |
| Triazinone             | Metamitron                        |                                   |
| Benzothiadiazole       | Bentazon                          |                                   |
| Phenylpyridazine       | Pyridat                           |                                   |
| Cyclohexandione        | Cycloxydim                        |                                   |
| Bipyridil              | Diquatdibromid                    |                                   |
| Saatgut-Safener        | Cyometrinil                       |                                   |

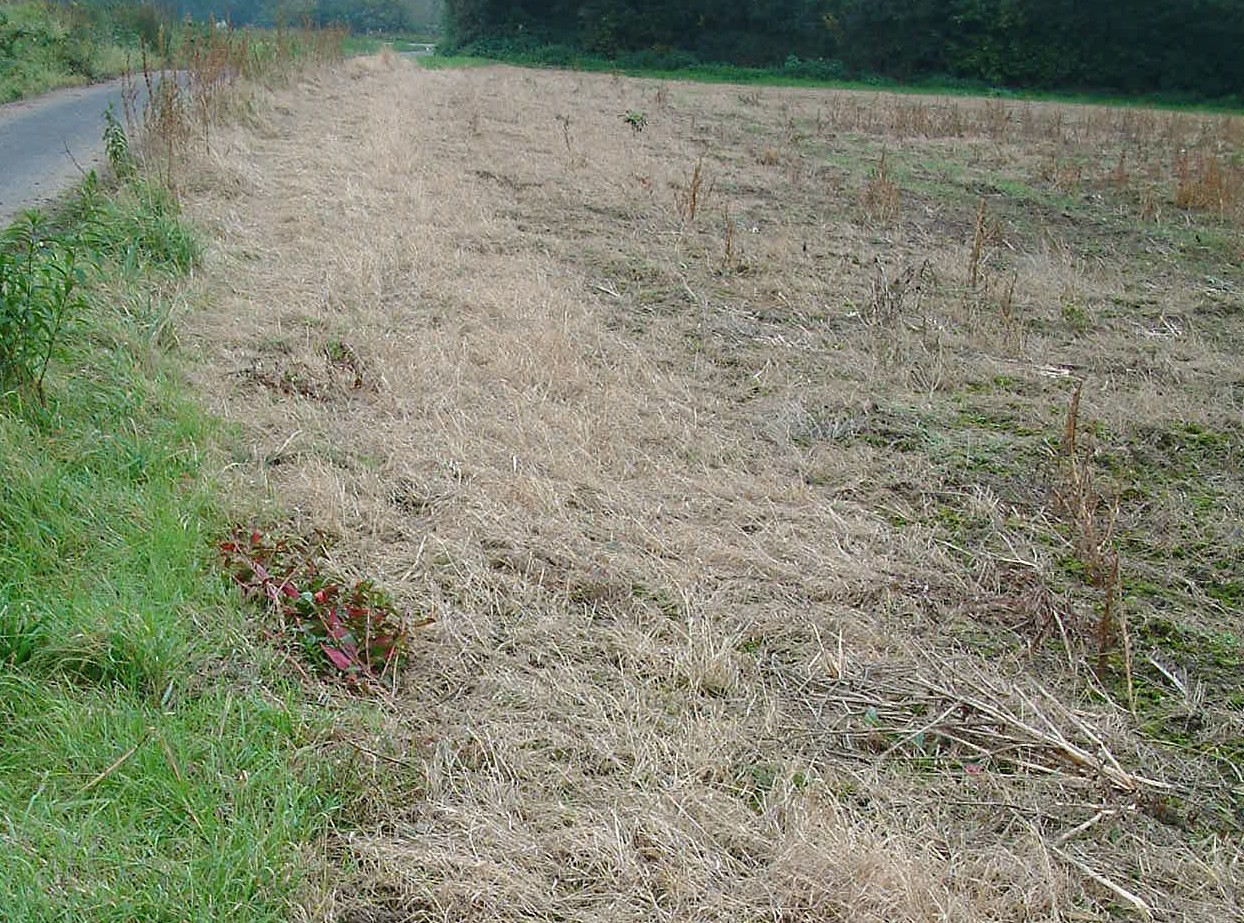
Acker nach Herbizidanwendung
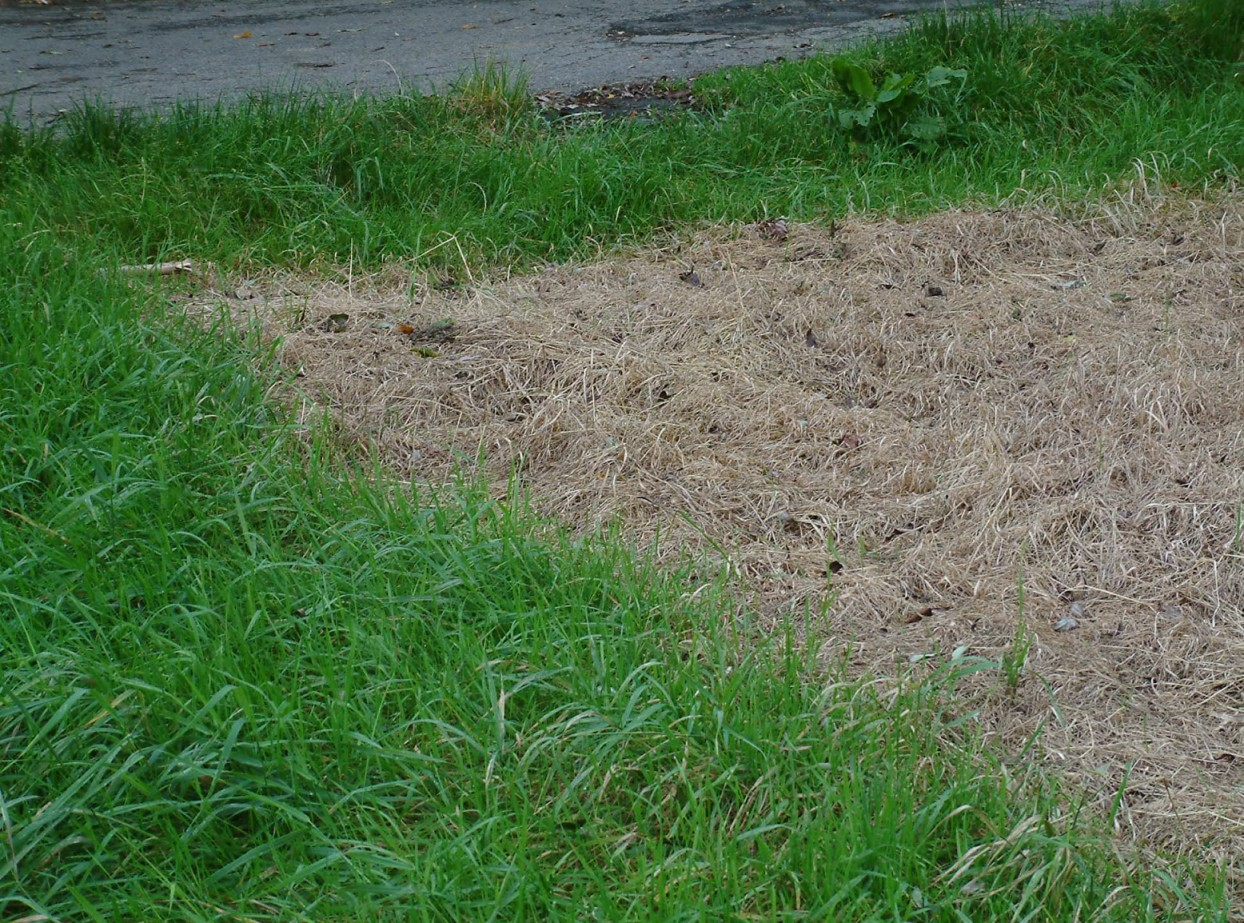
Durch ein Herbizid verdorrtes Gras
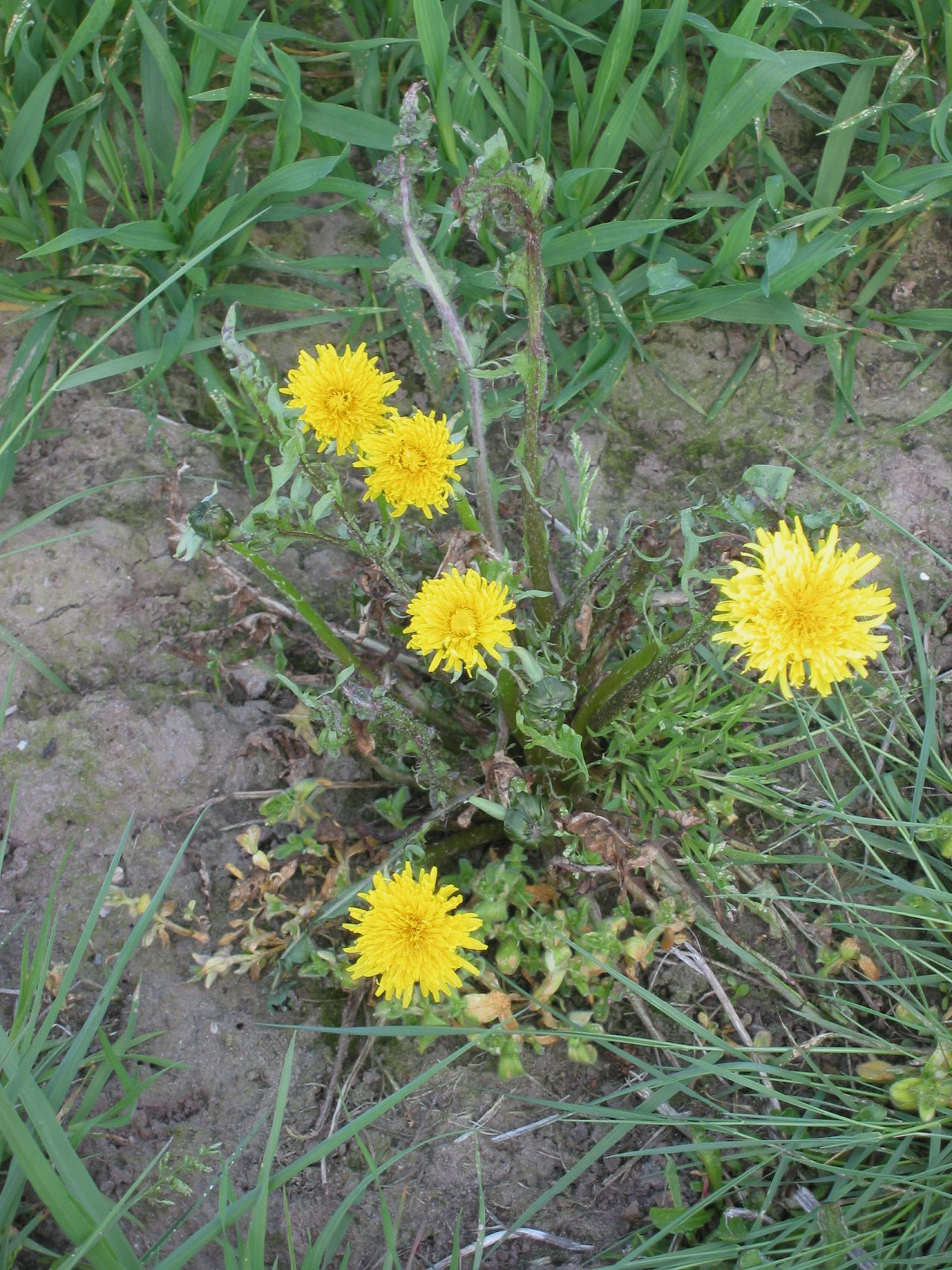
Verkümmerter Wuchs einer zweikeimblättrigen Pflanze durch Herbizidanwendung

## Wirtschaftliche Aspekte
Mit einem Umsatzanteil von 39 % (2007) sind Herbizide die wirtschaftlich wichtigsten Pflanzenschutzmittel. Der Gesamtumsatz für Herbizide betrug auf dem Weltmarkt 15,5 Mrd. US$.
Die größten Wirtschaftssektoren für Herbizide liegen im Schutz der Soja- (ca. 10 % des Weltumsatzes an Pflanzenschutzmitteln, Abkürzung: WUAPSM, ungefähre Daten 1985), Getreide- (10 % des WUAPSM), Weizen- (6 % des WUAPSM), Obst- und Gemüse (3,5 % des WUAPSM), Reis (3,7 % des WUAPSM), Baumwolle (2,2 % des WUAPSM), Zuckerrüben (2,2 % des WUAPSM).
Etwa 90 % der Sojafelder, 71 % der Getreidefelder, 63 % der Weizenfelder, 69 % der Zuckerrübenfelder, 35 % der Reisfelder, 17 % der Obst- und Gemüseplantagen werden weltweit mit Herbiziden behandelt.
2017 wurden in Deutschland 50.092 Tonnen Herbizide abgegeben.

## Kritikpunkte

### Resistenzbildung
Durch den mehrfachen Einsatz einer einzigen Wirkstoffgruppe über mehrere Jahre hinweg können besonders in Monokulturen resistente Unkräuter selektiert werden. Dieses Phänomen wurde bei fast allen Wirkstoffgruppen beobachtet. Besonders häufig werden dabei Pflanzen mit einer hohen Reproduktionsrate resistent. Ein aktuelles Beispiel stellt der Acker-Fuchsschwanz in Deutschland dar. Das HRAC beschäftigt sich intensiv damit, wie man die Resistenzbildung eindämmen kann. Die Resistenzentwicklung ist bei Unkräutern jedoch geringer als bei Insekten oder Pilzen.
Resistenzen lassen sich jedoch auch gezielt züchten, wodurch auf die Kulturen abgestimmte Herbizide auch nach Auflauf der Kulturen (Nachauflauf) eingesetzt werden können. Allerdings besteht dann das Problem darin, die Nutzkultur (z. B. Winterraps) bei Änderung der Fruchtfolge wieder aus dem Bestand zu eliminieren. Mittlerweile kann davon ausgegangen werden, dass Resistenzbildung eher über kurz als lang wieder zurück zu kombinierten Methoden der Unkrautbekämpfung führt.
Teilweise werden herbizidresistente Unkräuter auch Superweeds genannt, dann vor allem in den Massenmedien und politischen Diskussionen.

### Übermäßiger Schädlingsbefall
Wo Herbizide eingesetzt werden, ist deutlich weniger Lebensraum für nützlichen Insekten vorhanden. Obwohl ungewollte Pflanzen die Ernte der Nutzpflanzen stark dezimieren können, konnte nachgewiesen werden, dass in Monokultur angebaute Pflanzen von der Anwesenheit sogenannter Unkräuter profitieren, da diese Nützlinge Zuflucht und Nahrung bieten. So ging insbesondere der Befall durch Blattläuse nachweislich zurück, wenn Korbblütler in der Nähe wuchsen. Zu den Fraßfeinden der Blattläuse, die sich so ansiedeln konnten, zählten unter anderem Flor- und Schwebfliegenarten.

## Ökologische Auswirkungen

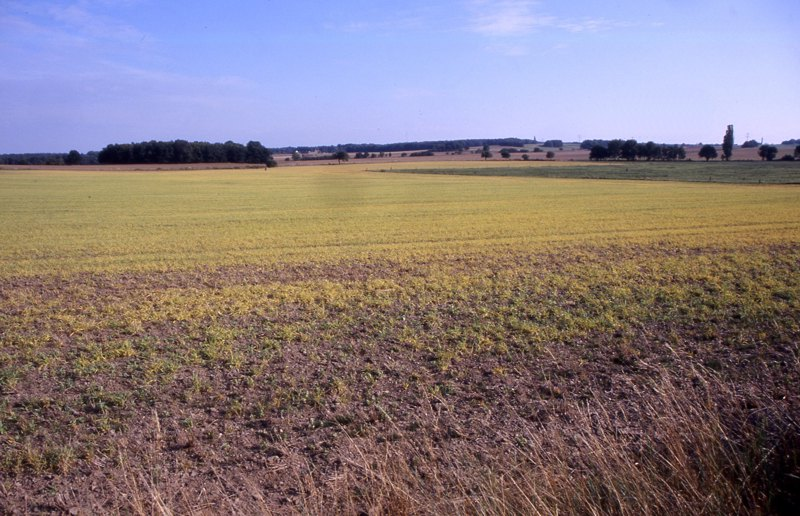
Roundup-Einsatz auf einem Acker nördlich von Dresden

Die Wirkung von synthetischen Pflanzenschutzmitteln wie Herbiziden auf Mensch und Umwelt ist umstritten. Durch den Wegfall mechanischer Bodenentkrautung, z. B. im Rübenanbau, soll sich Humus in der Bodenkrume anreichern, was zusammen mit der Ausschaltung der Unkrautkonkurrenz eine verminderte Stickstoffdüngung ermöglicht. Außerdem werden Vögel, besonders während der Brutphase weniger gestört, wenn die Felder nicht mehr gehackt werden. Dafür können Herbizide, wenn sie verweht werden, Nachbarkulturen schädigen und die Artenzahl von Wildpflanzen in der Umgebung dezimieren. In den Boden gelangende Herbizide können die Artenzusammensetzung der Bodenorganismen verändern, ohne die Gesamtzahl der Bodenlebewesen zu vermindern. Großflächig angelegte Unkrautbekämpfungsmaßnahmen wirken sich indirekt auf die Fauna aus. Durch die Bekämpfung bestimmter Unkräuter können bestimmte Insektenarten (zum Beispiel Schlupfwespen) lokal massiv reduziert werden, was wiederum die Tiere der Nahrungskette beeinträchtigt (zum Beispiel Rebhühner).
Die Auswirkungen auf den Menschen reichen vom Argument, durch breiten Herbizideinsatz seien gesunde Nahrungsmittel für die breite Bevölkerung erschwinglich und die Krebserkrankungsraten daher rückläufig und unbedeutend im Vergleich zu epidemisch auftretenden Krebserkrankungen durch Tabakrauch und Übergewicht sowie chronischen Lebensmittelinfektionen (hauptsächlich in Entwicklungsländern), bis hin zu kritischen Stimmen wie der von Rachel Carson, die mit ihrem Buch Der stumme Frühling auf die Auswirkungen von Insektizid- und Herbizideinsätzen bei großflächiger Anwendung in den USA aufmerksam machte. In der europäischen Bevölkerung dominiert eher die Angst vor chemischen Lebensmittelrückständen. Die Mehrheit der Befragten schätzt die Gefahr höher ein als die gesundheitlichen Auswirkungen von bakteriellen Verunreinigungen von Lebensmitteln oder unausgewogene Ernährung. Pestizide und Herbizide sind toxikologisch gut untersucht, allerdings ist aufgrund der vielfältigen chemischen Strukturen dieser Substanzen nicht auszuschließen, dass sich einige dieser Verbindungen in zukünftigen Untersuchungen als gefährlicher erweisen als derzeit angenommen.

### Auswirkungen auf Nahrungsketten und Biodiversität
Herbizide bringen nicht nur die Sprossteile bestimmter Pflanzen zum Absterben, sondern auch deren Durchwurzelung. Bei der großflächigen und dauerhaften Anwendung von Herbiziden kann sich das Pflanzenartenspektrum in der Agrarlandschaft stark verringern. Da von jeder Pflanzenart mehr oder weniger viele Insektenarten abhängig sind und von diesen über die Nahrungsketten wiederum andere Tiere (insbesondere Vögel, Zugvögel), besteht die Gefahr der generellen Artenverarmung in der Feldlandschaft. Der massive Artenrückgang (Verlust der Biodiversität) in den Agrarlandschaften Europas ist vor allem eine Folge dieser Zusammenhänge.
Es gibt aktuelle Hinweise darauf, dass sich die flächendeckende Anwendung von Breitbandherbiziden in einigen Regionen Deutschlands (z. B. in Sachsen) in den letzten Jahren weiter ausgebreitet hat. Die verstärkte Anwendung erfolgt insbesondere im Zuge des Mulchsaatverfahrens. Dabei wird auf eine mechanische Unkrautbekämpfung verzichtet (sogenannte pfluglose Bodenbearbeitung) und stattdessen intensiv Breitbandherbizide (z. B. Glyphosat / Roundup) verwendet. Der Verzicht auf das Pflügen des Bodens ist eine Abkehr von der Schwarzbrache, welche ein wichtiger Lebensraum für die traditionellen Bewohner der Kulturlandschaft wie Feldlerche und Rebhuhn war. Ähnliches erfolgt bei der Umwandlung von blüten- und artenreichen Mähwiesen in ertragreiches, aber artenarmes Intensivgrünland (Abtöten des vorherigen Pflanzenbestandes – umbruchlose Neuaussaat schnell wachsender, eiweißreicher Gräser). Zwar handelt es sich dabei um bodenschonende Verfahren, welche in erosionsgefährdeten Hanglagen zweckmäßig sind, allerdings sind die Folgen bei nahezu flächendeckender Anwendung in der Landwirtschaft auf die Biodiversität noch nicht absehbar.
Ein Positionspapier des Bundesamts für Verbraucherschutz und Lebensmittelsicherheit vom Oktober 2019 kommt zum Schluss: „Die prinzipiellen Zielkonflikte zwischen hohen und sicheren Ernteerträgen einerseits und dem Erhalt der Segetalflora andererseits sind bedingt auflösbar. Für einen nachhaltigen Ackerbau ist eine veränderte Sichtweise und Pflanzenschutzpraxis – auch und insbesondere – hinsichtlich der Unkrautregulierung erforderlich. Es darf das Motto gelten: Mehr Unkräuter wagen!“

### Abdrift – Mittelverfrachtung auch auf weit entfernte Flächen
Der breite Herbizideinsatz führt auch zu einer Nachweisbarkeit der Wirkstoffe im Oberflächen- und Grundwasser. Eine andere Gefahr rührt von Wirkstoffen mit einem (im Verhältnis mit anderen Wirkstoffen) besonders hohen Dampfdruck her, da sie sich über die Gasphase verbreiten können. Ein Beispiel ist Clomazon, welches nach Richtlinien aus dem Jahr 2012 nur bei Außentemperaturen unter 25 °C ausgebracht werden darf. Das Mittel war zunächst verboten worden, nachdem Anwohner von gesundheitlichen Beschwerden und Verfärbungen der Blätter auf angrenzenden Flächen berichteten.

## Trivia
Im Schienenverkehr erfolgt die sogenannte Vegetationskontrolle durch spezielle Sprengwagen, welche die Herbizide im Gleisbereich versprühen, um Wucherungen im Schotterbett zu verhindern.